# Louis-Henri de Bruyère de Chalabre
Pour les articles homonymes, voir Bruyère (homonymie) et Chalabre (homonymie).
Louis-Henri de Bruyère de Chalabre (né à Chalabre le 12 mars 1731 et mort à Londres en 1795) est un ecclésiastique qui fut le dernier évêque de Saint-Pons-de-Thomières de 1769 à 1790.

## Biographie
Louis-Henri est le 2e fils de Jean-Émeric de Bruyère, baron de Chalabre, et de Marie de Saint-Étienne de Caraman, dame de La Pomarède. Il est vicaire général du diocèse de Carcassonne lorsqu'il est pourvu en commende le 1er novembre 1753 de l'abbaye Notre-Dame de L'Absie dans le diocèse de la Rochelle. Il résilie ce bénéfice en faveur de son frère Alexandre-Joseph-Alexis de Bruyère de Chalabre, futur évêque de Saint-Omer en 1778, lorsqu'il est nommé évêque de Saint-Pons en décembre 1769, confirmé le 12 mars 1770 et consacré le 22 avril suivant.
Il dirige paisiblement son petit diocèse du château de Saint-Chinian dont il préfère le séjour à la cité épiscopale de Saint-Pons. Lors de la Révolution française la Constitution civile du clergé prévoit la suppression de son diocèse. Le 1er juillet 1790, il émigre en Angleterre et meurt à Londres en 1795.